# Live at the Regal
Live at the Regal är ett musikalbum av B.B. King som lanserades 1965 på ABC Records. Albumet är inspelat live på The Regal Theater i Chicago den 21 november 1964. 1971 återlanserades albumet med ett helt nytt omslag, och denna version nådde placering på Billboard 200-listan i USA. Skivan listades som #141 i magasinet Rolling Stones The 500 Greatest Albums of All Time. 2005 blev albumet invalt i USA:s kongressbiblioteks "National Recording Registry".

## Låtlista
(kompositör inom parentes)
1. "Every Day I Have the Blues" (Memphis Slim) - 2:38
2. "Sweet Little Angel" (Riley King, Jules Taub) - 4:12
3. "It's My Own Fault" (John Lee Hooker, King, Taub) - 3:29
4. "How Blue Can You Get?" (Leonard Feather) - 3:44
5. "Please Love Me" (King, Taub) - 3:01
6. "You Upset Me Baby" (King, Taub) - 2:22
7. "Worry, Worry" Maxwell (Davis, Taub) - 6:24
8. "Woke Up This Morning (My Baby's Gone)" (King, Taub) - 1:45
9. "You Done Lost Your Good Thing Now" (Joe Josea, King) - 4:16
10. "Help the Poor" (Charlie Singleton) - 2:58

## Listplaceringar
- Billboard 200, USA: #78 (1971)[3]
- Billboard R&B Albums: #6 (1965)